# Левый желудочек
Ле́вый желу́дочек (лат. ventriculus sinister cordis) — одна из камер сердца у видов с четырёхкамерным сердцем, в том числе у человека. В нём начинается большой круг кровообращения. Кровь, обогащённая кислородом, поступает в левый желудочек из левого предсердия через митральный клапан и закачивается в аорту через аортальный клапан.

## Форма
У человека левый желудочек длиннее и имеет более ярко выраженную конусообразную форму, чем правый желудочек. В поперечном разрезе он выглядит как овал, почти круг. Левый желудочек более мускулистый, чем правый, так как он качает кровь под более высоким давлением.

## Отделы
В полости левого желудочка, как и в полости правого, различают два отдела: задний — собственно полость желудочка, и передний, представляющий собой продолжение вверх полости левого желудочка, то есть выводной его канал.
Задний отдел полости желудочка сообщается с полостью соответствующего предсердия при помощи левого венозного отверстия, ostium venosum sinistrum (s. atrioventriculare), форма которого при рассматривании его со стороны левого предсердия более округла, но несколько уже, чем в правом желудочке.
Передний отдел полости левого желудочка — артериальный конус, conus arteriosus, сообщается артериальным отверстием, ostium arteriosum, с аортой, aorta. Артериальный конус левого желудочка располагается позади артериального конуса правого желудочка и, поднимаясь вправо, перекрещивает его.